# Distrito de Palca (Huancavelica)
El distrito peruano de Palca es uno de los diecinueve distritos que conforman la provincia de Huancavelica, ubicada en el Departamento de Huancavelica,  bajo la administración del Gobierno Regional de Huancavelica, en la zona de los Andes centrales del Perú.  Limita por el norte con los distritos de Huando y Acobambilla; por el oeste con el Distrito de Huando; por el sur los distritos de Ascensión y Huancavelica; y, por el este con el Distrito de Acoria.
Desde el punto de vista jerárquico de la Iglesia católica, forma parte de la diócesis de Huancavelica.

## Historia
Mediante Ley s/n del 16 de noviembre de 1892 se le concedió la categoría de pueblo. El distrito fue creado con el decreto Ley N.º 13239 del 8 de junio de 1959, en el segundo gobierno del Presidente Manuel Prado Ugarteche, bajo la gestión de Doroteo García.

## Geografía
El distrito de Palca está ubicado al norte de la Capital provincial, tiene una extensión territorial de 82,08 km², lo integran 13 anexos. Longitud oeste: 74° 58′ 45″
Latitud sur: 12° 39′ 15″
El distrito cuenta con dos ríos Ñuñungayocc y Runtu Huaraca, los cuales al unirse forman el río Palca.

## Capital
Palca, capital del Distrito está ubicado a 3650 m s. n. m.

## Economía
La pesquería se constituye en una actividad de gran importancia en los últimos años para el distrito por su disponibilidad de agua para su crianza de trucha. Los principales cultivos son papa, cebada, trigo, haba, en su mayoría son para el autoconsumo. La ganadería consiste en la crianza de alpacas y ovinos siendo estas la actividad principal, hay pocos vacunos, caballos, burros para transporte, crianza de cuyes incrementándose paulatinamente.
Anteriormente algunas minas que funcionaron fueron: Ángel mina (plata, plomo, zinc), Rompel mina (plata, plomo, zinc), Totora mina (cobre), Fierro mina (Fe), Pichccapuquio (cobre), mina pata-Conaiccasa (plata, cobre), que en la actualidad no funcionan
además hay cultivo de frutales

## Autoridades

### Municipales
- 2011 - 2014[2]
  - Alcalde: Hermógenes Ramos Chávez, Movimiento independiente Trabajando Para Todos (TPT).
  - Regidores:   Alejandro Chocca García (TPT), Zenaida Páucar De La Cruz (TPT), Noris Clemente Villalva (TPT), Rebeca Chocca Solano (Ayni), Edmundo Alan García De La Cruz (Ayni).[3]
- 2007 - 2010
  - Alcalde: Eulogio Chávez Páucar, Movimiento independiente de Campesinos y Profesionales.

### Policiales
- Comisario:  PNP.

### Religiosas
- Diócesis de Huancavelica[4]
  - Obispo de Huancavelica: Monseñor Isidro Barrio Barrio.[5]
- Parroquia
  - Párroco: Pbro.  .

## Festividades
- 1 de enero: Mayorala
- Febrero: cada año los días 1, 2, 3, 4 de febrero se convocan miles de palquinos a la gran veneración de la fiesta patronal de la Virgen de la Candelaria del interior del país y del extranjero.
- Febrero/marzo: Carnavales
- Mayo: Fiesta de las cruces
- 8 de junio: Aniversario distrital
- Julio: Santiago Apóstol y Fiestas Patrias
- agosto: faenas comunales